# سفارة الولايات المتحدة في السويد
سفارة الولايات المتحدة في السويد هي أرفع تمثيل دبلوماسي لدولة الولايات المتحدة لدى السويد. تقع السفارة في Östermalm ‏ وهي تهدف لتعزيز المصالح الأمريكية في السويد.

## وصلات خارجية
- الموقع الرسمي
- قائمة سفارات الولايات المتحدة
- قائمة السفارات في السويد